# Fallen Angel’s Symphony
Fallen Angel’s Symphony war eine Leipziger Dark-Rock-Band, die 2000 gegründet wurde. Sie wurde zwei Mal als gesamte Band mit dem Deutschen Rock & Pop Preis in mehreren Kategorien ausgezeichnet.

## Geschichte
Die Band wurde im Januar 2000 von Benjamin Ebert (damaliges Pseudonym: +fa+) gegründet. Erste Gigs mit *starchild* (Gesang, Keyboard) fanden bereits im Sommer 2000 (u. a. gemeinsam mit Golden Apes, Tunes of Dawn) statt. Seit 2004 war Tassilo Männer (Mad Axeman, zunächst als Gastmusiker) an der Gitarre.
Das Debütalbum Spiegelwelten wurde 2005 veröffentlicht. Im Februar 2006 kam es zum Rückzug und Soloprojekten der Bandmitglieder, die Reunion mit geänderter Bandbesetzung und Stilwechsel erfolgte im Juli 2007.
Zum Jahresende 2010 löste sich die Band erneut auf.

## Preise und Auszeichnungen
- Deutscher Rock & Pop Preis 2007 „Beste Gothic/Wave-Band“ (1. Platz)[1]
- Deutscher Rock & Pop Preis 2008 „Bester Gitarrist“ (Tassilo Männer, 1. Platz) und „Bester Bassist“ (André Schwarze, 2. Platz)[2]
- Deutscher Rock & Pop Preis 2009 „Beste Gothic/Wave-Band“ (1. Platz) sowie Auszeichnungen in den Kategorien „Bester  Keyboarder“ (Benjamin Ebert, 2. Platz) und „Bester Gitarrist“ (Tassilo Männer, 2. Platz)[3]

## Diskografie
- 2000: +Fallen Angel’s Symphony+
- 2001: +Maschine "Leben"+
- 2001: +Best Of+
- 2002: +Spiegelwelten+ (Demo)
- 2004: Schwarzes Leipzig I (Sampler)
- 2004: Von der Friedhof Allee 3 (Sampler)
- 2005: Refraktor 36 (Sampler)
- 2005: Spiegelwelten (Album)
- 2006: Schwarzes Leipzig II (Sampler)
- 2008: Off My Life
- 2009: Vociferous Comp. I
- 2009: Between Heaven and Hell (EP)